# Khiri Rat Nikhom (huyện)
Khiri Rat Nikhom (tiếng Thái: คีรีรัฐนิคม) là một huyện (amphoe) phía tây của tỉnh Surat Thani miền nam Thái Lan.

## Địa lý
Phía tây huyện nằm trong khu vực đồi của dãy núi Phuket, còn về phía đông địa hình bằng phẳng. Sông chính ở đây là Phum Duang và Yan river.
Các huyện giáp ranh là (từ phía bắc theo chiều kim đồng hồ) là: Vibhavadi, Phunphin, Khian Sa, Phanom và Ban Ta Khun.

## Lịch sử
Thị xã đã được đề cập lần đầu vào thời vua Mongkut (Rama IV), lúc đó đây là một tiểu mueang của Takua Pa thuộc vương quốc Nakhon Si Thammarat. Trong các cuộc cải tổ thesaphiban thập niên 1890, đơn vị này thành huyện thuộc tỉnh Chaiya, nay là Surat Thani.
Năm 1917, huyện được đổi tên thành Tha Khanon (ท่าขนอน), do trụ sở huyện nằm ở đóa. Ngày 12 tháng 4 năm 1961, tên huyện được đổi như tên gọi lịch sử.

## Hành chính
Huyện này được chia thành 8 phó huyện (tambon), các đơn vị này lại được chia ra thành 84 làng (muban). Tha Khanon has subdistrict municipality (thesaban tambon) nằm trên một phần của tambon Tha Khanon. 8 tambon còn lại, mỗi tambon thuộc quản lý của một Tổ chức hành chính tambon (TAO).
| \| STT. \| Tên \| Tên Thái \| Số làng \| Dân số \| \| \| ---- \| ------------- \| --------- \| ------- \| ------ \| \| \| 1. \| Tha Khanon \| ท่าขนอน \| 15 \| 7.308 \| \| \| 2. \| Ban Yang \| บ้านยาง \| 11 \| 3.717 \| \| \| 3. \| Nam Hak \| น้ำหัก \| 10 \| 3.930 \| \| \| 6. \| Kapao \| กะเปา \| 10 \| 3.498 \| \| \| 7. \| Tha Kradan \| ท่ากระดาน \| 9 \| 3.027 \| \| \| 8. \| Yan Yao \| ย่านยาว \| 10 \| 4.402 \| \| \| 9. \| Tham Singkhon \| ถ้ำสิงขร \| 10 \| 4.415 \| \| \| 10. \| Ban Thamniap \| บ้านทำเนียบ \| 9 \| 9.660 \| \| | Map of Tambon |           |         |        |  |
| STT. | Tên           | Tên Thái  | Số làng | Dân số |  |
| 1. | Tha Khanon    | ท่าขนอน    | 15      | 7.308  |  |
| 2. | Ban Yang      | บ้านยาง    | 11      | 3.717  |  |
| 3. | Nam Hak       | น้ำหัก      | 10      | 3.930  |  |
| 6. | Kapao         | กะเปา     | 10      | 3.498  |  |
| 7. | Tha Kradan    | ท่ากระดาน  | 9       | 3.027  |  |
| 8. | Yan Yao       | ย่านยาว    | 10      | 4.402  |  |
| 9. | Tham Singkhon | ถ้ำสิงขร    | 10      | 4.415  |  |
| 10. | Ban Thamniap  | บ้านทำเนียบ | 9       | 9.660  |  |

Số không có trong bảng 4 và 5 là các tambon được tách ra để lập king amphoe Vibhavadi.